# Climacoptera
Climacoptera là chi thực vật có hoa trong họ Amaranthaceae.